# Elizabeth von Hauff
Elizabeth von Hauff (* 1977 in Toronto) ist eine Physikerin und Hochschullehrerin. Seit 2021 ist sie Leiterin des Fraunhofer-Institut für Elektronenstrahl- und Plasmatechnik in Dresden und Professorin an der TU Dresden.

## Biografie
Elizabeth von Hauff stammt aus Kanada und studierte Physik an der Universität Alberta. Sie schloss 2000 mit einem Bachelor of Sciences in Honours Physics ab. 2001 erwarb sie einen Master in erneuerbaren Energien an der Universität Oldenburg, wo sie auch in Halbleiterphysik promovierte und 2005 eine Dissertation zum Thema „Field effect investigations of charge carrier transport in organic semiconductors“ vorlegte. Anschließend arbeitete sie dort als wissenschaftliche Assistentin und habilitierte 2011 in Experimentalphysik. Danach arbeitete sie am Fraunhofer-Institut für Solare Energiesysteme ISE und wurde außerordentliche Professorin für Organische Photovoltaik an der physikalischen Fakultät der Universität Freiburg. Ab 2013 war sie Associate Professor für Physik an der Vrije Universiteit Amsterdam. 2021 wurde sie außerdem außerordentliche Professorin für Nicht-Gleichgewichtsthermodynamik in der Energieumwandlung an der Universität Amsterdam.
Seit 2021 leitet sie das Fraunhofer-Institut für Elektronenstrahl- und Plasmatechnik in Dresden und hat den Lehrstuhl für Beschichtungstechnologien für die Elektronik an der TU Dresden inne. Sie ist außerdem Visiting Professor an der Vrije Universiteit Amsterdam.

## Forschung
Ihre Forschungsschwerpunkte liegen auf neuartigen Technologien für Elektronik, Energietechnologie und Sensorik. Sie fokussiert auf grundsätzliche Fragen im Grenzbereich von Physik, Chemie und Biologie mit Blick auf Anwendungen in der Photovoltaik, Biosensorik und Wearables. Im Bereich der solaren Energieerzeugung forscht sie im Bereich der molekularen Photonik an der Rolle von dynamischen Prozessen an den funktionalen Schnittstellen der Energiewandlung. Sie arbeitet dabei mit Oberflächenbehandlungsverfahren und nutzt Operando-Charakterisierung von Schichten und Grenzflächen.

## Publikationen (Auswahl)
- Bernhard Ecker, Jairo Cesar Nolasco, Josep Pallarés, Lluis Francesc Marsal, Jörg Posdorfer, Jürgen Parisi, Elizabeth von Hauff: Degradation Effects Related to the Hole Transport Layer in Organic Solar Cells. In: Advanced Functional Materials. Band 21, Nr. 14, 22. Juli 2011, ISSN 1616-301X, S. 2705–2711, doi:10.1002/adfm.201100429.
- mit Raphael Tautz et al.: Structural correlations in the generation of polaron pairs in low-bandgap polymers for photovoltaics. In: Nature Communications. Band 3, Nr. 1, 24. Juli 2012, ISSN 2041-1723, doi:10.1038/ncomms1967.
- Elizabeth von Hauff: Impedance Spectroscopy for Emerging Photovoltaics. In: The Journal of Physical Chemistry C. Band 123, Nr. 18, 9. Mai 2019, ISSN 1932-7447, S. 11329–11346, doi:10.1021/acs.jpcc.9b00892.
- mit Mark V. Khenkin et al.: Consensus statement for stability assessment and reporting for perovskite photovoltaics based on ISOS procedures. In: Nature Energy. Band 5, Nr. 1, 22. Januar 2020, ISSN 2058-7546, S. 35–49, doi:10.1038/s41560-019-0529-5.